# Satoru Nakajima
Satoru Nakajima (jap. 中嶋 悟) (Okazaki, Aichi, Japan, 23. veljače 1953.) je bivši japanski vozač automobilističkih utrka i otac Kazukija Nakajime. Pet puta je bio prvak Japanske Formule 2, a u Formuli 1 se natjecao od 1987. do 1991. Na Velikoj nagradi San Marina u prvoj sezoni, postao je prvi japanski vozač koji je osvojio bodove u Formuli 1. Najbolji rezultat mu je četvrto mjesto na Velikoj nagradi Velike Britanije 1987. i Velikoj nagradi Australije 1989., kada je odvezao i najbrži krug utrke.

## Vanjske poveznice
- Satoru Nakajima - Stats F1
- Satoru Nakajima - Driver Database